# هاينريش كوبيس

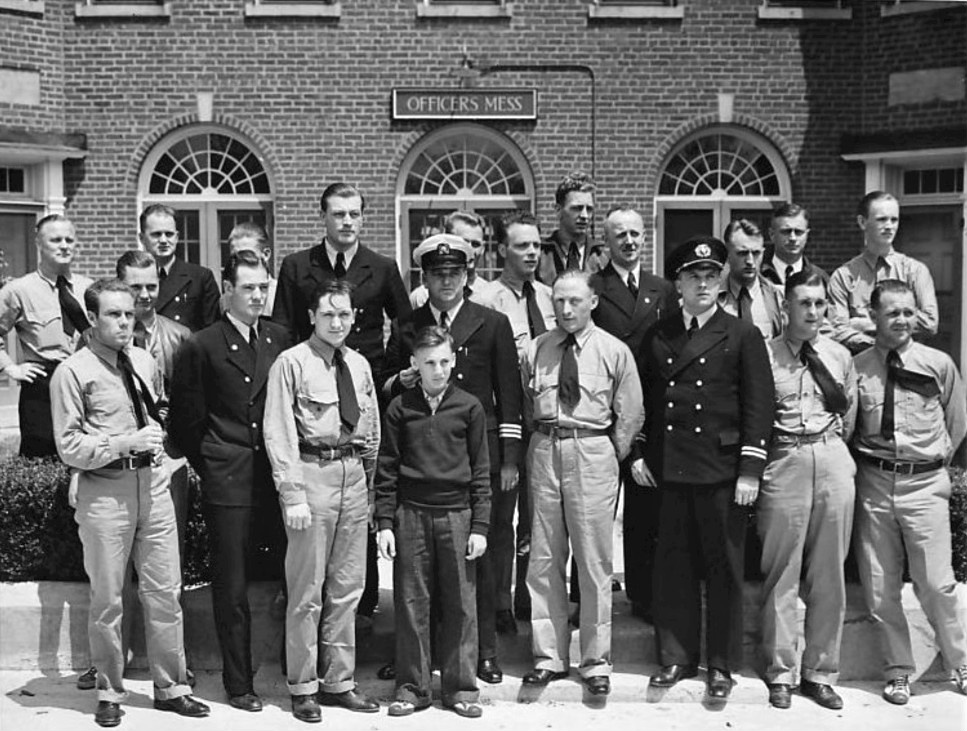
هاينريش كوبيس (الصف الخلفي، الرابع من اليمين)، في الصورة مع ناجين آخرين من هيندنبورغ

كان هاينريش كوبيس (Heinrich كوبيس) (16 يونيو 1888 - 1979) نادلًا ألمانيًا محترفًا اشتهر بخدمته كأول مضيف طيران في العالم ونجاته من كارثة هيندنبورغ.

## مسار مهني مسار وظيفي
تدرب كوبيس كنادل وعمل في العديد من الفنادق الفاخرة في أوروبا، بما في ذلك فندق ريتز باريس وفندق كارلتون، لندن.
في مارس 1912، بدأ كوبيس في رعاية الركاب على متن المنطاد (LZ 10 شوابن) أثناء الرحلات الجوية من برلين إلى فريدريشسهافن. وبذلك يكون قد سبق ظهور أول مضيفة طيران، إلين تشيرش، بثمانية عشر عامًا. نجا من تدمير شوابن بالقرب من دوسلدورف في 28 يونيو 1912.
كان كوبيس في هيندنبورغ وقت تدميرها في نيوجيرسي عام 1937. في هيندنبورغ لم يكن كوبيس مضيف طيران فحسب، بل كان أيضًا مدير طاقم خدمة الانتظار بالكامل، حيث أشرف على خمسة عشر طاهياً ونادلاً. كان مسؤولاً عن مصادرة ولاعات السجائر وأعواد الثقاب من الركاب أثناء صعودهم الطائرة، قائلاً: «نحن الألمان لا نتلاعب بالهيدروجين». كاد أن يغيب كوبيس عن الرحلة بسبب المرض، لكنه تعافى في الوقت المناسب ليقوم بالرحلة في 3 مايو. كان كوبيس في غرفة الطعام لحظة وقوع الانفجار، وساعد الركاب على القفز إلى بر الأمان. هو نفسه نجا من الكارثة دون إصابة.
توفي عام 1979.

## في الثقافة الشعبية
برز كوبيس في أعمال خيالية عن كارثة هندبورغ: (The Hindeburg Murders) لـ ماكس ألان كولينز (2000)، و (Flight of Dreams) لأرييل لوهون (2016). في فيلم (Hindenburg: The Untold Story)، قام بتصويره الممثل ثورستون مانديرلاي.